# オーストラリアデー
オーストラリアデーは、日本中央競馬会（JRA）が1989年より毎年5月下旬（2012年までは4月下旬）に京都競馬場で開催しているレースデーのことである。
開催週の京都競馬場ではオーストラリアの物産展が開かれ、当日の正午には開催を記念して日本とオーストラリア両国の国歌が場内に流れる。

## 当日施行される競走
2019年現在、以下の3競走が特別競走として施行されている。当初は3競走で、いずれも交換競走であった。1994年よりムーニーバレーレーシングクラブ賞が加わり4競走となった。
- オーストラリアターフクラブ賞 シドニートロフィー[6]
  - サラブレッド系4歳以上3勝クラス[6]
  - 2010年までの競走名は「シドニーターフクラブ賞 シドニートロフィー」[7]
- メルボルントロフィー[6]
  - サラブレッド系3歳1勝クラス[6]
  - 創設当初の競走名は「ビクトリアアマチュアターフクラブ賞 メルボルントロフィー」[4]
  - 2012年までの競走名は「メルボルンレーシングクラブ賞 メルボルントロフィー」
  - 交換競走としてコーフィールド競馬場ではJRAステークスが行われている[5]。
- レーシングオーストラリア賞 オーストラリアトロフィー[8]
  - サラブレッド系4歳以上2勝クラス[6]。2011年まで（1999年をのぞく）はオープンクラスの競走であった。
  - 創設当初の競走名は「オーストラリア主幹クラブ会議賞 オーストラリアトロフィー」[4]
  - 2014年までの競走名は「オーストラリアレーシングボード賞 オーストラリアトロフィー」[6][9]
  - 施行距離は1989年 - 1990年は芝2200m、1991年 - 1993年・1995年・2001年 - 2009年・2014年 - 2020年は芝1800m、1994年・1997年 - 1998年・2000年・2013年は芝2000m、1996年・2012年・2021年は芝1600m、1999年は芝1400m、2010年 - 2011年・2022年は芝1200m、2023年からはダート1400m[10]である。なお、京都競馬場の工事等により1994年は阪神競馬場、2021年・2022年は中京競馬場で施行される。

かつて施行されていた競走
- ムーニーバレーレーシングクラブ賞[6]
  - 2012年まで施行、サラブレッド系3歳500万円以下の条件で行われていた[6]
  - 交換競走としてムーニーバレー競馬場ではJRAカップが行われている[5]。

## 歴代優勝馬（オーストラリアトロフィー）
馬齢は2001年以降の表記に統一する。
| 施行日        | 競馬場 | 距離        | 条件      | 優勝馬             | 性齢 | 勝時計 | 優勝騎手   | 管理調教師 |
| ------------- | ------ | ----------- | --------- | ------------------ | ---- | ------ | ---------- | ---------- |
| 1989年4月30日 | 京都   | 芝2200m     | オープン  | コスモドリーム     | 牝4  | 2:17.1 | 熊沢重文   | 松田博資   |
| 1990年4月22日 | 京都   | 芝2200m     | オープン  | マヤノオリンピア   | 牡6  | 2:16.7 | 丸山勝秀   | 坂口正大   |
| 1991年4月21日 | 京都   | 芝1800m     | オープン  | メインキャスター   | 牝5  | 1:47.3 | 南井克巳   | 宇田明彦   |
| 1992年5月03日 | 京都   | 芝1800m     | オープン  | ステイジヒーロー   | 牡6  | 1:47.5 | 武永祥     | 田中章博   |
| 1993年5月02日 | 京都   | 芝1800m     | オープン  | ウィンザーモレノ   | 牡5  | 1:48.6 | 武豊       | 橋田満     |
| 1994年5月01日 | 阪神   | 芝2000m     | オープン  | ダンシングサーパス | 牡4  | 2:01.0 | 熊沢重文   | 内藤繁春   |
| 1995年4月30日 | 京都   | 芝1800m     | オープン  | ダンツシアトル     | 牡5  | 1:46.7 | 村本善之   | 山内研二   |
| 1996年5月04日 | 京都   | 芝1600m     | オープン  | メイショウユウシ   | 牡5  | 1:34.2 | 四位洋文   | 伊藤雄二   |
| 1997年4月19日 | 京都   | 芝2000m     | オープン  | ゼネラリスト       | 牡4  | 1:57.5 | 松永幹夫   | 山本正司   |
| 1998年4月25日 | 京都   | 芝2000m     | オープン  | ナムラホームズ     | 牡5  | 2:01.1 | 南井克巳   | 野村彰彦   |
| 1999年4月24日 | 京都   | 芝1400m     | 1600万下  | ゲイリーイグリット | 牝4  | 1:22.0 | 武豊       | 増本豊     |
| 2000年4月22日 | 京都   | 芝2000m     | オープン  | ポートブライアンズ | 牡6  | 1:59.2 | 和田竜二   | 岩元市三   |
| 2001年4月21日 | 京都   | 芝1800m     | オープン  | ヒコーキグモ       | 牡7  | 1:46.0 | 幸英明     | 谷潔       |
| 2002年4月20日 | 京都   | 芝1800m     | オープン  | タフネススター     | 牝5  | 1:45.7 | 武幸四郎   | 藤岡範士   |
| 2003年4月26日 | 京都   | 芝1800m     | オープン  | テンザンセイザ     | 牡5  | 1:48.1 | 幸英明     | 藤原英昭   |
| 2004年4月24日 | 京都   | 芝1800m     | オープン  | メジロマイヤー     | 牡5  | 1:45.0 | 武豊       | 田島良保   |
| 2005年4月23日 | 京都   | 芝1800m     | オープン  | サイレントディール | 牡5  | 1:45.1 | 武豊       | 池江泰郎   |
| 2006年4月22日 | 京都   | 芝1800m     | オープン  | タガノデンジャラス | 牡4  | 1:46.7 | 安藤勝己   | 松田博資   |
| 2007年4月21日 | 京都   | 芝1800m     | オープン  | エイシンデピュティ | 牡5  | 1:46.2 | 岩田康誠   | 野元昭     |
| 2008年4月26日 | 京都   | 芝1800m     | オープン  | オーシャンエイプス | 牡4  | 1:47.4 | 武豊       | 石坂正     |
| 2009年4月25日 | 京都   | 芝1800m     | オープン  | ドリームサンデー   | 牡5  | 1:48.0 | 藤岡佑介   | 池江泰郎   |
| 2010年4月24日 | 京都   | 芝1200m     | オープン  | サンダルフォン     | 牡7  | 1:07.5 | 酒井学     | 松永幹夫   |
| 2011年4月23日 | 京都   | 芝1200m     | オープン  | パドトロワ         | 牡4  | 1:09.2 | 安藤勝己   | 鮫島一歩   |
| 2012年4月21日 | 京都   | 芝1600m     | 1600万下  | ブレイブファイト   | 牡7  | 1:32.9 | 岩田康誠   | 藤原英昭   |
| 2013年5月18日 | 京都   | 芝2000m     | 1600万下  | メイショウキラリ   | 牝4  | 2:01.0 | 武豊       | 飯田明弘   |
| 2014年5月24日 | 京都   | 芝1800m     | 1600万下  | サンライズピーク   | 牡4  | 1:46.5 | 武豊       | 河内洋     |
| 2015年5月23日 | 京都   | 芝1800m     | 1000万下  | イサベル           | 牝4  | 1:44.9 | 浜中俊     | 角居勝彦   |
| 2016年5月21日 | 京都   | 芝1800m     | 1000万下  | パフォーマプロミス | 牡4  | 1:46.3 | C.ルメール | 藤原英昭   |
| 2017年5月20日 | 京都   | 芝1800m     | 1000万下  | シルバーステート   | 牡4  | 1:48.4 | 福永祐一   | 藤原英昭   |
| 2018年5月19日 | 京都   | 芝1800m     | 1000万下  | バティスティーニ   | 牡5  | 1:47.4 | C.ルメール | 池添学     |
| 2019年5月18日 | 京都   | 芝1800m     | 1000万下  | フォックスクリーク | 牡4  | 1:49.2 | 川田将雅   | 中内田充正 |
| 2020年5月23日 | 京都   | 芝1800m     | 2勝クラス | ドラグーンシチー   | 牡5  | 1:47.2 | 池添謙一   | 北出成人   |
| 2021年5月22日 | 中京   | 芝1600m     | 2勝クラス | ノーブルアース     | 牝6  | 1:34.2 | 高倉稜     | 牧浦充徳   |
| 2022年5月21日 | 中京   | 芝1200m     | 2勝クラス | ディヴィナシオン   | 牡5  | 1:08.4 | 川田将雅   | 森秀行     |
| 2023年5月20日 | 京都   | ダート1400m | 2勝クラス | ヴアーサ           | 牡5  | 1:25.5 | 藤岡康太   | 鮫島一歩   |
| 2024年5月18日 | 京都   | ダート1400m | 2勝クラス | パーティーベル     | 牡5  | 1:24.4 | 坂井瑠星   | 松永幹夫   |
| 2025年5月24日 | 京都   | ダート1400m | 2勝クラス | プロミシングスター | 牡4  | 1:21.8 | 団野大成   | 高橋義忠   |